# Dolly Conto Obregón

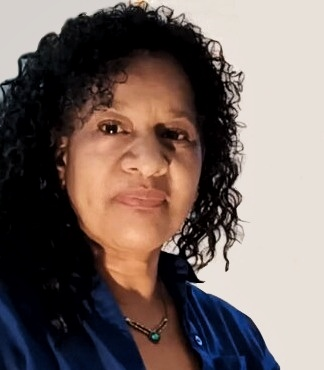
Dolly Conto Obregón

Dolly Conto Obregón (geboren in Bogotá) ist eine kolumbianische Erziehungswissenschaftlerin und Leiterin des Haus der Kulturen Lateinamerikas/Casa Latinoamericana e. V. in Berlin. 1999 hat sie das Internationale Straßenkinder-Archiv in Berlin begründet und aufgebaut.

## Leben
Dolly Conto Obregón wuchs in Bogotá auf und promovierte im Dezember 1990 im Fachbereich Erziehungswissenschaften der TU Berlin. Dort hat sie zum Thema Straßenkinder und Kind-sein-weltweit unter dem Einfluss der Globalisierung wissenschaftlich und praktisch gearbeitet. Von 1999 bis 2003 war sie Gastprofessorin an der Alice Salomon Hochschule und hat Seminare in Methodenlehre und interkultureller Sozialarbeit geleitet. Conto Obregón beschäftigt sich seit 1984 mit der Situation und den Lebensbedingungen auf der Straße arbeitender und lebender Kinder und Jugendliche. Sie leitete Projekte in Kolumbien, Guatemala und Bolivien. 1999 gründete sie das Internationale Straßenkinder-Archiv, ein Forschungs- und Beratungszentrum.

## Wirken und Forschung
Sie entwickelte das Konzept Interkulturelles Lernen in Kindergarten und Hort. Das Konzept: Kinder entdecken die Eine Welt – Einblicke in globale Zusammenhänge wurde von 1993 bis 1998 in Brandenburg erfolgreich mit EU-Mitteln durchgeführt. 1998 erweiterte sie das Konzept auf Kinderklubs. Das Projekt konnte bis 2003 weiter durchgeführt werden (siehe interkulturelle Beiträge Nr. 31, RAA).
Von 1994 bis 1996 war sie Ansprechpartnerin bei der Deutschen Gesellschaft für Technische Zusammenarbeit (GTZ) und als Expertin und Projektleiterin für das Projekt Förderung von Straßenkindern in Guatemala verantwortlich. In dieser Funktion war sie Politikberaterin der guatemaltekischen Regierung, Projektmanagerin und in den wissenschaftlichen Prozessen sozialer Maßnahmen auf lokaler, regionaler und nationaler Ebene eingebunden.
1999 gründete sie das Internationale Straßenkinder-Archiv, Forschungs- und Beratungszentrum. Das Internationale Straßenkinder–Archiv ist ein Forschungs- und Beratungszentrum. In einem Interview des Deutschlandfunks beschrieb sie ihre Arbeit: „Ein wichtiges Anliegen des Internationalen Straßenkinder-Archivs ist es, in der Öffentlichkeit ein Bewusstsein dafür zu schaffen, dass überall auf der Welt immer mehr Kinder und Jugendliche auf der Straße leben, und dass sie als Opfer gesellschaftlicher und familiärer Umstände nicht Verachtung und Abgrenzung verdienen, sondern Hilfe brauchen.“ Das Internationale Straßenkinderarchivs hat insbesondere einen Fokus auf die Lebenssituation von Straßenmädchen und sozial gefährdeten Mädchen und Frauen.
Seit 2004 leitet sie das Projekt Casa Latinoamericana in Berlin. Casa Latinoamericana ist ein Projekt des Hauses der Kulturen Lateinamerikas e.V. Ihre Tätigkeiten sind: Projektmanagement, Eventsorganisation, Soziale und Psychosoziale Beratung, Fort- und Weiterbildung der Mitarbeiter, Organisation, Planung und Durchführung von Veranstaltungen sowie Bildung von Netzwerken.
Dolly Conto Obregón hat 2007 die Kampagne Bankett für Millionen – Essen damit andere satt werden ins Leben gerufen, die durch Spendengeldern finanziert wird. Jedes Jahr unterstützen wir mit dem Erlös des Banketts ein Straßenkinderprojekt in einem Land. Das Projekt Kinder gegen Gewalt ist eine weitere Kampagne, die Conto Obregón initiiert hat.
Das Projekt Kinder entdecken die Eine Welt – Globale Zusammenhänge für Kindergärten und Horte in Brandenburg ist ein weiteres Projekt, das von Conto Obregón konzipiert wurde. Das Konzept wurde von ihr für Berliner Kindergärten und Schulen unter dem Namen Die Welt in kleinen Händen erweitert und seit 2012 in vielen Kindergärten durchgeführt.
Heute leitet sie das Haus der Kulturen Lateinamerikas/Casa Latinoamericana und unterstützt Straßenkinderprojekte weltweit.

## Publikationen (Auswahl)
Herausgeberschaften
- mit Marie-Theres Albert, Norbert Epstein Die Deutsche Hochschule.Wege und Irrwege für ausländische Studierende. Bausteine für ein Konzept zum interkulturellen Lernen. Technische Universität Berlin Univ.-Bibliothek, Abt. Publ. 1990, ISBN 978-3-7983-1333-0.
- mit Marie-Theres Albert, Manfred Liebel, Wolfgang Karcher: Die Strassenkinder von Bogotá: Ihre Lebenswelt und ihre Überlebensstrategien. Iko-Verlag Berlin 1991, ISBN 978-3-88939-106-3.
- Der König von Michelandia. Books on Demand 2004, ISBN 978-3-8482-2737-2.
- Saubande OstBerlin. Books on Demand 2007 überarbeitet 2012, ISBN 978-3-8482-1679-6.
- Pulga und seine Freunde. Books on Demand 2019, ISBN 978-3-7481-7460-8.

Beiträge
- Beschäftigungswirksames Lernen und pädagogische Arbeit mit Straßenkindern. In: Wolfgang Karcher u. a. (Hg): Zwischen Ökonomie und sozialer Arbeit. IKO-Verlag für Interkulturelle Kommunikation, Frankfurt am Main 1993, ISBN 978-3-88939-108-7. S. 251
- Ausländische PädagogInnen im Kindergarten und Hort. In: Interkulturelle Beiträge. Nr. 9, der RAA e.V., Potsdam, 1994
- Kinder entdecken die Eine Welt – Einblicke in globale Zusammenhänge in Kindergarten und Hort. In: Interkulturelle Beiträge. Nr. 31 der RAA e.V., Potsdam 1999